# Lista de partidas históricas entre os Três Grandes
Esta é uma lista de partidas históricas entre os Três Grandes. São listados todas as goleadas e resultados históricos (diferença igual ou superior a 3 golos, ou total de golos marcados superior a 5 golos):,,
| Data           | Visitado       | Resultado      | Visitante      | Competição             | Observações | R              |
| Década de 1930 | Década de 1930 | Década de 1930 | Década de 1930 | Década de 1930         | Década de 1930 | Década de 1930 |
| -------------- | -------------- | -------------- | -------------- | ---------------------- | --- | -------------- |
| 28-05-1933     | Porto          | 8 – 0          | Benfica        | Campeonato de Portugal | Maior goleada de sempre do Porto frente ao Benfica                                                                             |                |
| 22-03-1935     | Porto          | 10 – 1         | Sporting       | Liga Portuguesa        | Maior goleada de sempre do Porto frente ao Sporting                                                                            |                |
| 04-04-1937     | Sporting       | 9 – 1          | Porto          | Liga Portuguesa        | Maior goleada de sempre do Sporting frente ao Porto                                                                            |                |
| 11-06-1939     | Porto          | 6 – 1          | Benfica        | Taça de Portugal       | Primeira mão das meias-finais da Taça de Portugal. O Porto acabaria por perder a eliminatória                                  |                |
| 18-06-1939     | Benfica        | 6 – 0          | Porto          | Taça de Portugal       | Reviravolta da eliminatória da Taça de Portugal                                                                                |                |
| Década de 1940 |                |                |                |                        | |                |
| 07-02-1943     | Benfica        | 12 – 2         | Porto          | Liga Portuguesa        | Maior goleada de sempre do Benfica frente ao Porto (maior goleada entre os Três Grandes)                                       |                |
| 28-04-1946     | Benfica        | 7 – 2          | Sporting       | Liga Portuguesa        | Maior goleada de sempre do Benfica frente ao Sporting                                                                          |                |
| 16-02-1947     | Sporting       | 6 – 1          | Benfica        | Liga Portuguesa        | |                |
| Década de 1950 |                |                |                |                        | |                |
| 16-02-1950     | Porto          | 5 – 1          | Benfica        | Liga Portuguesa        | |                |
| 28-05-1952     | Porto          | 2 – 8          | Benfica        | Amigável               | Jogo inaugural do Estádio das Antas                                                                                            | [ 6 ]          |
| 15-06-1952     | Benfica        | 5 – 4          | Sporting       | Taça de Portugal       | Considerado o "jogo do século" do Futebol Português. Final da Taça de Portugal no Estádio Nacional mais disputada da história. |                |
| Década de 1970 |                |                |                |                        | |                |
| 31-01-1971     | Porto          | 4 – 0          | Benfica        | Liga Portuguesa        | |                |
| 30-04-1972     | Benfica        | 6 – 0          | Porto          | Taça de Portugal       | |                |
| 16-02-1975     | Porto          | 0 – 3          | Benfica        | Liga Portuguesa        | |                |
| 22-02-1976     | Sporting       | 5 – 1          | Porto          | Liga Portuguesa        | |                |
| 19-11-1978     | Benfica        | 5 – 0          | Sporting       | Liga Portuguesa        | |                |
| Década de 1980 |                |                |                |                        | |                |
| 12-03-1986     | Benfica        | 5 – 0          | Sporting       | Taça de Portugal       | |                |
| 14-12-1986     | Sporting       | 7 – 1          | Benfica        | Liga Portuguesa        | Maior goleada de sempre do Sporting frente ao Benfica                                                                          |                |
| Década de 1990 |                |                |                |                        | |                |
| 14-05-1994     | Sporting       | 3 – 6          | Benfica        | Liga Portuguesa        | |                |
| 18-09-1996     | Benfica        | 0 – 5          | Porto          | Supertaça              | |                |
| 21-02-1998     | Sporting       | 1 – 4          | Benfica        | Liga Portuguesa        | |                |
| Década de 2000 |                |                |                |                        | |                |
| 03-12-2000     | Benfica        | 3 – 0          | Sporting       | Liga Portuguesa        | |                |
| 29-04-2001     | Sporting       | 3 – 0          | Benfica        | Liga Portuguesa        | |                |
| 03-12-2000     | Benfica        | 3 – 0          | Sporting       | Liga Portuguesa        | |                |
| 23-01-2001     | Porto          | 4 – 0          | Benfica        | Taça de Portugal       | |                |
| 09-02-2003     | Porto          | 4 – 1          | Sporting       | Liga Portuguesa        | |                |
| 16-04-2008     | Sporting       | 5 – 3          | Benfica        | Taça de Portugal       | |                |
| 04-02-2009     | Sporting       | 4 – 1          | Porto          | Taça da Liga           | |                |
| 02-02-2010     | Porto          | 5 – 2          | Sporting       | Taça de Portugal       | |                |
| 28-02-2010     | Sporting       | 3 – 0          | Porto          | Liga Portuguesa        | |                |
| 02-09-2010     | Sporting       | 1 – 4          | Benfica        | Taça da Liga           | |                |
| 21-03-2010     | Benfica        | 3 – 0          | Porto          | Taça da Liga           | Final da Taça da Liga |                |
| 07-11-2010     | Porto          | 5 – 0          | Benfica        | Liga Portuguesa        | |                |
| 09-11-2013     | Benfica        | 4 – 3          | Sporting       | Taça de Portugal       | 4.ª eliminatória, resultado final após prolongamento                                                                           |                |
| Década de 2010 |                |                |                |                        | |                |
| 01-03-2015     | Porto          | 3 – 0          | Sporting       | Liga Portuguesa        | |                |
| 25-10-2015     | Benfica        | 0 – 3          | Sporting       | Liga Portuguesa        | |                |
| 03-02-2019     | Sporting       | 2 – 4          | Benfica        | Liga Portuguesa        | |                |
| 04-08-2019     | Benfica        | 5 – 0          | Sporting       | Supertaça              | |                |
| Década de 2020 |                |                |                |                        | |                |
| 03-03-2024     | Porto          | 5 – 0          | Benfica        | Liga Portuguesa        | |                |
| 10-11-2024     | Benfica        | 4 – 1          | Porto          | Liga Portuguesa        | |                |
| 06-04-2025     | Porto          | 1 – 4          | Benfica        | Liga Portuguesa        | 1.ª vez na História que um Grande goleia um rival 2 vezes na mesma edição do Campeonato                                        |                |